# عبد الوهاب العمراني
عبد الوهاب محمد إسماعيل العمراني (1 مايو 1958 - 19 مايو 2024) كاتب ومؤلف ودبلوماسي يمني.

## مولده
ولد في الأول من مايو عام 1958 في مدينة صنعاء القديمة اليمن. وهو نجل مفتي اليمن الأشهر فضيلة القاضي العلامة محمد بن إسماعيل العمراني.

## نشأته وتعليمه
درس في اليمن المراحل الأولى ثم واصل دراساته العليا في جامعة بغداد كلية العلوم السياسية وبعد تخرجه بدرجة جيد بكالوريوس في العلوم السياسية وحصل بعدها على دبلوم عالي في السياسة الدولية. 

## مسيرته
انضم للسلك الدبلوماسي منتصف الثمانينيات حتى أصبح سفيرا في الخارجية اليمنية، ومثل اليمن في بعثات البلدان العربية وأوروبا وأمريكا، كما شارك في مؤتمرات دولية مثل قمة عدم الانحياز ومنظمة التعاون الإسلامي.
وأثناء عمله في واشنطن في التسعينيات حصل على عضوية أكاديمية العلوم السياسية. زار نحو خمسة وثلاثين دولة بصفة رسمية أو خاصة ودونها في كتابه الأدبي رؤية يمنية في أدب الرحلات، 
بدأ العمراني الكتابة الصحفية في وقت مبكر في حياته ونشرت له سلسلة من المقالات في الصحف اليمنية والعربية اتسمت بالحدة والنقد لسياسة النظام الخارجية حتى منع من الكتابة من قبل السلطات اليمنية لسنوات ثم عاود الكتابة بعد سقوط نظام الرئيس علي عبد الله صالح عقب العام 2011م. ثم مُنع مجددا، من الكتابة في مطلع فبراير 2014م.

## مناصب
- سفير في الخارجية اليمنية.
- عضو نقابة الصحفيين اليمنيين والعرب.
- عضو فخري في أكاديمية العلوم السياسية في الولايات المتحدة الأمريكية

## مؤلفات
تبلورت تلك الرحلات الكثيرة والزيارات التي قام بها الكاتب عبد الوهاب العمراني للعديد من دول العالم في صيغة كتب سياسية وأخرى أدبية قام بتأليفها وهي:
- الاتحاد الأوروبي والعلاقات اليمنية الأوروبية [6]
- العلاقات الدولية للاتحاد الأوروبي والشراكة اليمنية الأوربية
- رؤية يمنية في أدب الرحلات [7]

وله مسودة كتاب لايزال عاكفاً على كتابتها بعنوان (التلامس الحضاري بين العرب وجيرانهم) ومسودة كتاب آخر يتناول أدب الرحلات نظريا ودور رواد هذا الجنس من الأدب من العرب واليمنيين وحتى من دول الجوار العربي.